# Santuario di Sant'Antonio Maria Pucci
Il santuario di Sant'Antonio Maria Pucci si trova a Vernio, in provincia di Prato.

## Storia e descrizione
Costruito dagli architetti Preti e Caramico, (1964-1965), dedicato all'amato Curatino di Viareggio, nato in questa frazione nel 1819 (morto nel 1892 e canonizzato nel 1962), ha struttura in cemento armato rivestita in bozze di arenaria, con interno spoglio ma suggestivo.
La precedente chiesa parrocchiale (intitolata a san Michele Arcangelo) fu distrutta dalle truppe tedesche perché forniva un riferimento per il bombardamento dell'imbocco della sottostante Grande galleria dell'Appennino sulla ferrovia Bologna-Firenze.